# Свети Николай (Шестеово)
„Свети Николай“ (на гръцки: Αγίου Νικολάου) е православна църква в костурското село Шестеово (Сидирохори), Егейска Македония, Гърция, част от Костурската епархия.
Храмът е построен в 1813 година. Представлява трикорабна базилика с притвор и триетажна камбанария в северния край. В 1996 година църквата е обявена за защитен паметник.